# Гринченко Тимур Олександрович
Тимур Олександрович Гринченко (22 жовтня 1942 у м. Катта-Курган Самаркандської області Узбекистан — 20 липня 2018) — доктор сільськогосподарських наук, професор, академік Міжнародної академії наук екології та безпеки життєдіяльності.

## Життєпис
Тимур Олександрович  народився 22 жовтня 1942 року у м. Катта-Курган Самаркандської області Узбекистану.
- Із 1947 р. по 1958 р. успішно навчався у середній школі № 36 м. Харкова.
- 1963 р. — закінчив з відзнакою факультет ґрунтознавства та агрохімії Харківського сільськогосподарського інституту імені В. В. Докучаєва (нині — Харківський національний аграрний університет ім. В. В. Докучаєва).
- 1963 р. — після закінчення Харківського сільськогосподарського інституту ім. В. В. Докучаєва (нині — Харківський національний аграрний університет ім. В. В. Докучаєва) Т. О. Гринченко працював науковим співробітником у науково-дослідних установах України, де вивчав проблему ґрунтів.
- 1972 р. — захистив кандидатську дисертацію на тему «Підвищення ефективності родючості темно-сірого опідзоленого ґрунту Рівненської області застосуванням кальцієвмісних сполук (гіпсу, вапна) і добрив».
- 1978 р. — присвоєно вчене звання старшого наукового співробітника за спеціальністю «Ґрунтознавство».
- 1987 р. — захистив докторську дисертацію на тему «Закономірності розвитку ґрунтових режимів і властивостей ґрунтів Нечорнозем'я УРСР в умовах інтенсивного землеробства».
- 1989 р. — зарахований професором кафедри ботаніки Харківського державного педагогічного інституту імені Г. С. Сковороди (нині — Харківський національний педагогічний університет імені Г. С. Сковороди).
- 1992 р. — очолював кафедру раціонального використання природних ресурсів.
- 2000 р. до 2016 р. — завідувач кафедри ботаніки ХНПУ імені Г. С. Сковороди.
- Із вересня 2016 р. — професор кафедри ботаніки Харківського національного педагогічного університету імені Г. С. Сковороди.

Т. О. Гринченко був членом двох спеціалізованих рад у ННЦ «Інститут ґрунтознавства та агрохімії імені О. Н. Соколовського» та Харківського національного аграрного університету імені В. В. Докучаєва щодо захисту кандидатських, докторських дисертацій за спеціальностями «агрофізика і агроґрунтознавство», «агрохімія і ґрунтознавство».

### Громадська робота
- До 1991 р.— був членом ВОП (Всесоюзне товариство ґрунтознавців);
- Із 1981 р. — член Центральної  ради Українського товариства ґрунтознавців і агрохіміків;
- 1997—1998 рр. — проводив велику організаторську роботу по створенню регіонального відділення Міжнародної академії наук екології та безпеки життєдіяльності (МАНЕБ);
- Із 1997 р. — академік Міжнародної академії наук екології та безпеки життєдіяльності (МАНЕБ);
- 1997–2008 рр. — на установчих зборах був обраний президентом Українського регіонального Північно-Східного відділення МАНЕБ.

## Наукова діяльність
Наукові інтереси професора Т. О. Гринченка пов'язані з питанням окультурення та моделювання родючості ґрунтів, діагностики хімічних та фізико-хімічних процесів ґрунтів під час їх окультурення — з визначенням оптимальних параметрів рівня кислотності, вапнякового і калійного потенціалів, активності іонів кальцію, гідрогену та калію в головних типах грунтів Нечорнозем'я України, з розробкою науково-методичних основ вапнування кислих ґрунтів.
Вперше в Україні розробив інтерактивну мультимедійну енциклопедію ґрунтів для курсу «Загальне ґрунтознавство» — IME «Soil».
Опубліковано понад 250 наукових робіт, з них 7 книг, 4 навчальних посібника, 2 патенти на корисну модель.
- «Атлас мониторинга комплексной оценки плодородия почв пашни Полесья, Закарпатской низменности, предгорных и горных районов Карпат Украины, 1966—2005 гг.» (2010);
- «Атлас мониторинга комплексной оценки плодородия почв Лесостепи и Степи Украины, 1966—2005 гг.» (2008);
- «Моніторинг комплексної оцінки родючості ґрунтів Кіровоградської області, 1966—2005 рр.» (2009);
- «Моніторинг комплексної оцінки родючості ґрунтів Полтавської області, 1971—2005 рр.» (2008);
- Моніторинг комплексної оцінки родючості грунтів Харківської області, 1966—2005 рр." (2007).
- «Атлас 50-річного моніторингу комплексної оцінки родючості ґрунтів Харківської області (1966—2015 рр.)» (2018).

## Відзнаки та нагороди
- почесна грамота МОН України (2004);
- «Людина року» Харківського національного педагогічного університету імені Г. С. Сковороди (2008);
- медаль імені Г. С. Сковороди — «Почесною відзнакою» Харківського національного педагогічного університету (2012);
- 2018 р. — за видатні результати в науково-педагогічній роботі професору Т. О. Гринченку було призначено стипендію ім. О. Н. Соколовського ХОДА для видатних науковців у галузі аграрної науки.